# Halosauridae

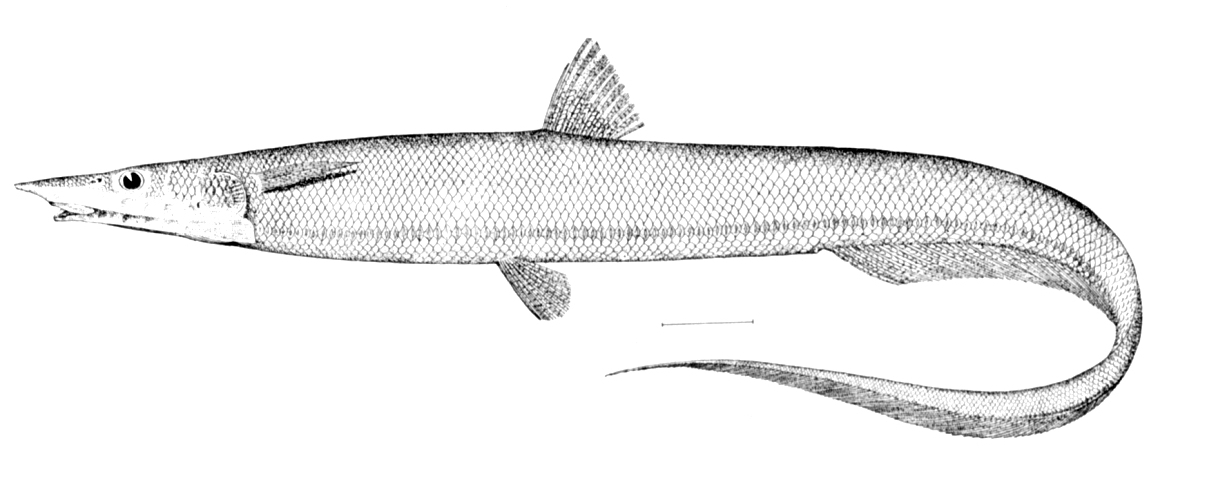
Halosaurus ovenii

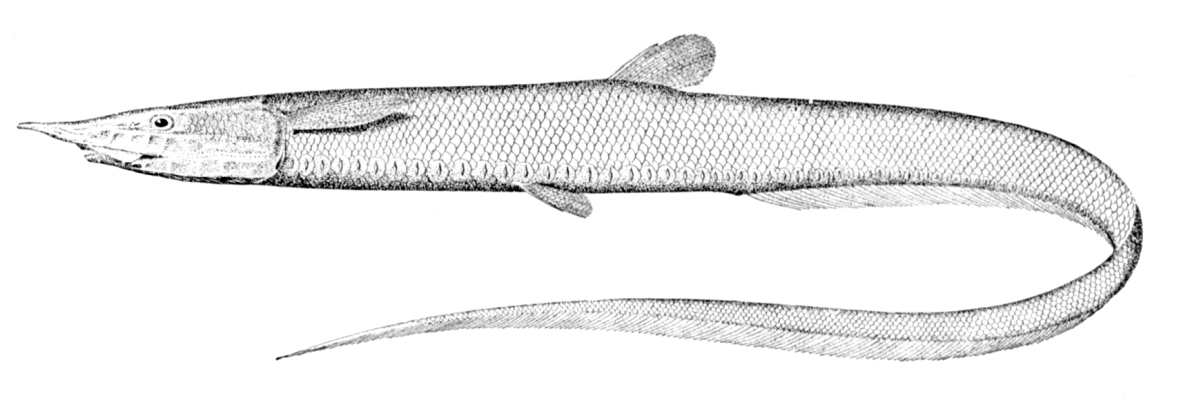
Aldrovandia rostrata

Los halosáuridos (Halosauridae) son una familia de peces marinos incluida en el orden Notacanthiformes, distribuidos por las aguas profundas y abisales de todo el planeta. Su nombre procede del griego: hals (mar) + sauros (lagarto).
Aparecen por primera vez en el registro fósil en el Cretácico superior.

## Morfología
Cuerpo muy alargado; tienen dientes tanto en el maxilar como en el premaxilar; la aleta dorsal se prolonga hasta el ano, con 9 a 13 radios blandos sin espinas; la línea lateral cavernosa se extiende por todo el cuerpo en posición lateroventral; escamas relativamente grandes, motivo por el que reciben su nombre científico.

## Géneros y especies
Existen 17 especies agrupadas en 3 géneros:
- Género Aldrovandia (Goode y Bean 1896)
  - Aldrovandia affinis (Günther, 1877)
  - Aldrovandia gracilis (Goode y Bean, 1896)
  - Aldrovandia mediorostris (Günther, 1887)
  - Aldrovandia oleosa (Sulak, 1977)
  - Aldrovandia phalacra (Vaillant, 1888)
  - Aldrovandia rostrata (Günther, 1878)
- Género Halosauropsis (Collett, 1896)
  - Halosauropsis macrochir (Günther, 1878)
- Género Halosaurus (Johnson, 1864)
  - Halosaurus attenuatus (Garman, 1899)
  - Halosaurus carinicauda (Alcock, 1889)
  - Halosaurus guentheri (Goode y Bean, 1896)
  - Halosaurus johnsonianus (Vaillant, 1888)
  - Halosaurus ovenii (Johnson, 1864)
  - Halosaurus parvipennis (Alcock, 1892 )
  - Halosaurus pectoralis (McCulloch, 1926 )
  - Halosaurus radiatus (Garman, 1899)
  - Halosaurus ridgwayi (Fowler, 1934)
  - Halosaurus sinensis (Abe, 1974)